# Periscepsia latifrons
Periscepsia latifrons är en tvåvingeart som först beskrevs av Zetterstedt 1844.  Periscepsia latifrons ingår i släktet Periscepsia och familjen parasitflugor. Inga underarter finns listade i Catalogue of Life.